# Мері Енн Роудз
Мері Енн Роудз (англ. Mary Ann Rhodes; уроджена Дормер (англ. Dormer), 12 серпня 1882, Лідс, Онтаріо, Канада — 3 березня 1998 року, Кінгстон, Онтаріо, Канада) — канадська супердовгожителька, яка на момент своєї смерті була третьою найстарішою повністю верифікованою людиною в світі та другою найстарішою повністю верифікованою людиною в Канаді. Незважаючи на досягнення поважного віку в 115 років, Роудз ніколи не була найстарішою нині живою людиною в Канаді чи навіть в Онтаріо через Марі-Луїзу Мейо, яка померла через місяць після Мері Енн у віці 117 років. Тому Мері Енн Роудз ніколи не була в центрі уваги світових ЗМІ. Про неї писали лише в місцевих виданнях.

## Життєпис
Мері Енн Роудз народилася 12 серпня 1882 року в Лідсі, провінція Онтаріо, Канада. Її батьками були Джон і Анабель Дормер. У 1912 році вона вийшла заміж за Віктора Роудза. В них була одна дитина — син Мюррей. Після смерті Віктора у 1954 році, Мері продовжувала жити в Сіліз Бей (англ. Seeley's Bay), Онтаріо. В 1986 році вона переїхала до будинку для літніх людей в Кінгстоні. Мері Енн Роудз померла 3 березня 1998 року у віці 115 років і 203 дні. На момент смерті вона була другою найстарішою повністю верифікованою канадкою в історії, а також третьою найстарішою повністю верифікованою людиною в світі. Станом на 22 квітня 2018 року займає 25 місце в списку найстаріших повністю верифікованих людей за всю історію і залишається другою найстарішою канадкою в історії.